# Cruz Vermelha Portuguesa
A Cruz Vermelha Portuguesa (CVP) MHTE • GOC • MHIH • GCB é a sociedade nacional portuguesa do Movimento Internacional da Cruz Vermelha e do Crescente Vermelho. A CVP é uma instituição humanitária de utilidade pública destinada a defender a paz, garantir o respeito pela dignidade da pessoa humana, menorizar os efeitos da guerra e  promover a vida e a saúde.
Foi fundada em 1865, com a designação "Sociedade Portuguesa da Cruz Vermelha (SPCV)".
A sede nacional da CVP está localizada no Palácio dos Condes de Óbidos em Lisboa. Possui estruturas locais distribuídas por todo o país.

## História
A Cruz Vermelha Portuguesa foi criada a 11 de Fevereiro de 1865, com o nome de Comissão Portuguesa de Socorros a Feridos e Doentes Militares em Tempo de Guerra, pelo médico militar José António Marques que, no ano anterior, tinha representado o rei D. Luís I na conferência internacional que deu origem à I Convenção de Genebra.
Ao longo da sua história a Cruz Vermelha Portuguesa prestou auxílio em todas as guerras e grandes catástrofes que Portugal esteve envolvido. Prestou também auxílio internacional em situações de catástrofes e guerras no estrangeiro.
A Sociedade Portuguesa da Cruz Vermelha foi agraciada com os grau de Grande-Oficial da Ordem Militar da Torre e Espada, do Valor, Lealdade e Mérito a 17 de Março de 1919, Grande-Oficial da Ordem Militar de Cristo a 29 de Outubro de 1925 e Grã-Cruz da Ordem de Benemerência a 5 de Outubro de 1933. A 15 de Novembro de 1982, a Cruz Vermelha Portuguesa foi agraciada com o grau de Membro Honorário da Ordem do Infante D. Henrique e, a 11 de fevereiro de 2025, com o grau de Membro Honorário da Ordem Militar da Torre e Espada, do Valor, Lealdade e Mérito.

## Organização

### Estrutura nacional

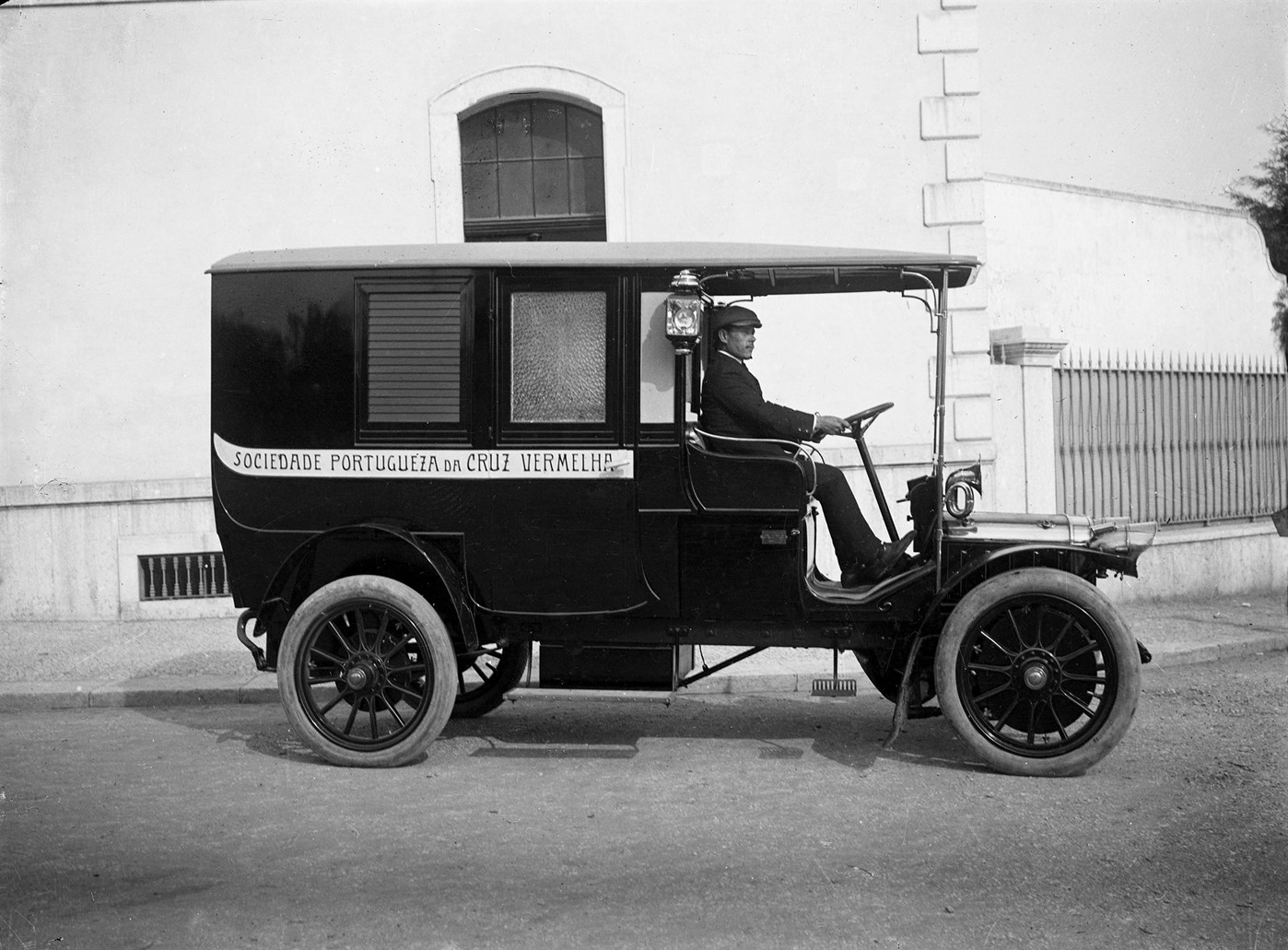
Automóvel da Cruz Vermelha Portuguesa em 1910.

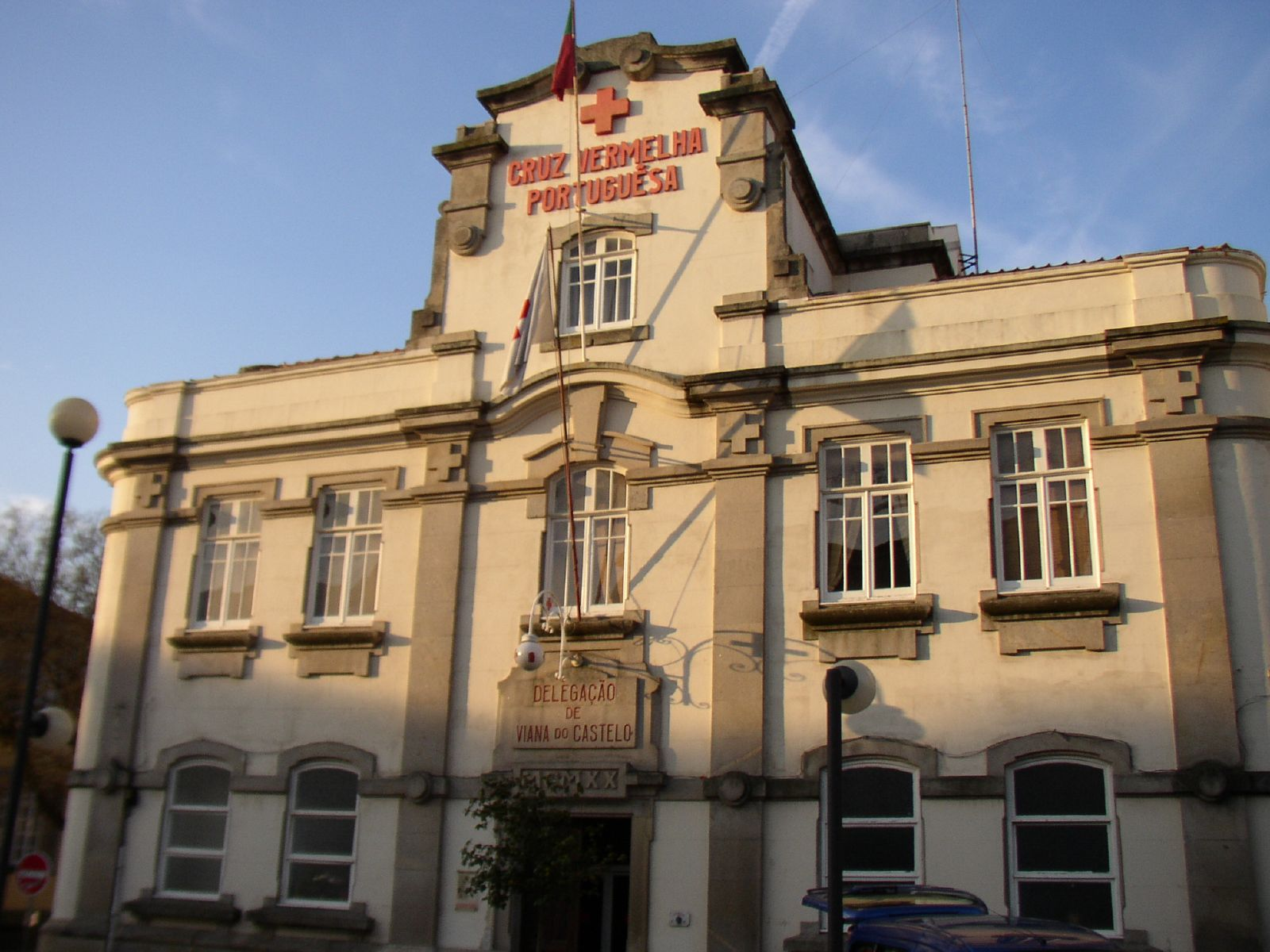
Delegação de Viana do Castelo.

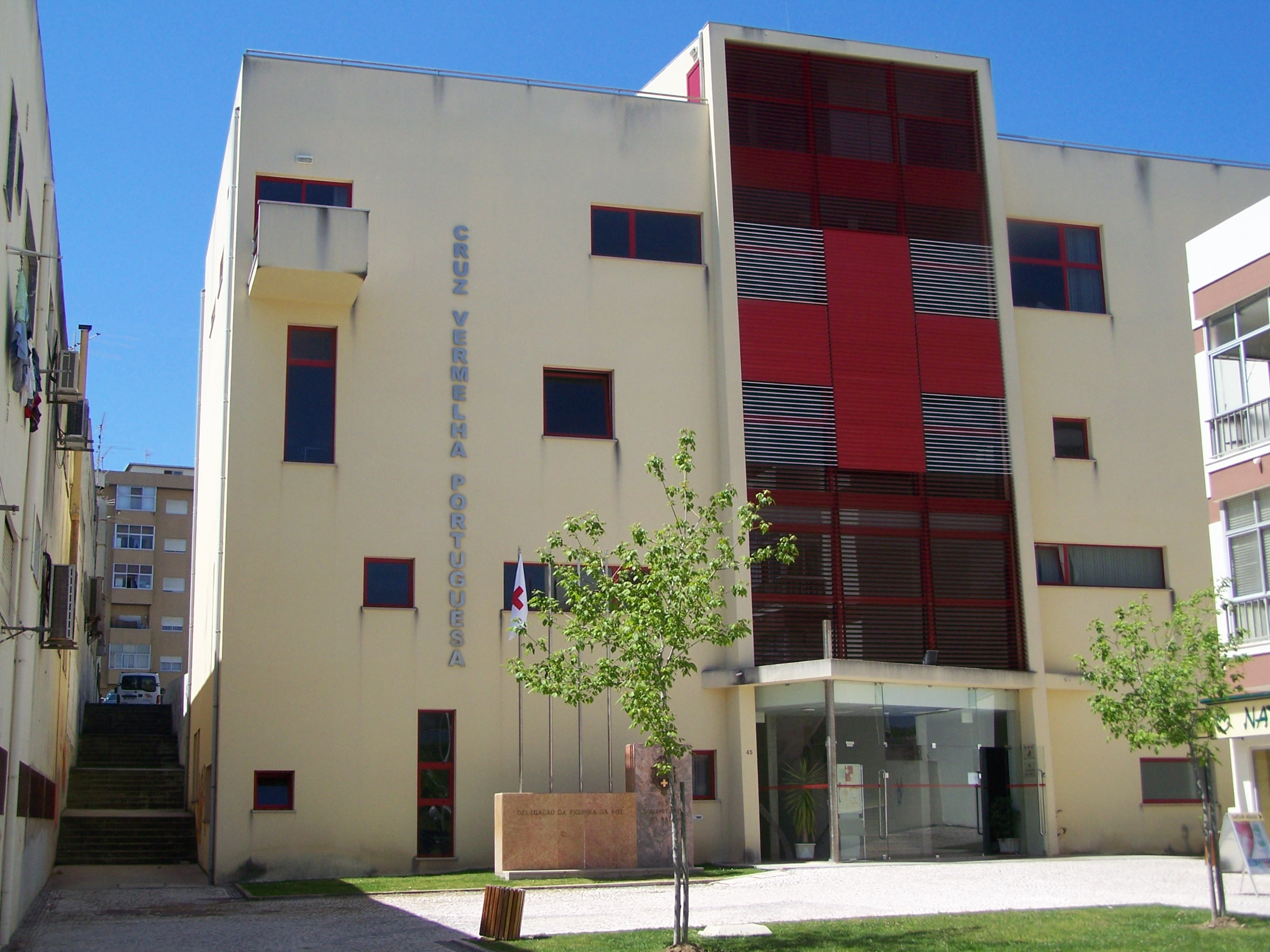
Delegação da Figueira da Foz

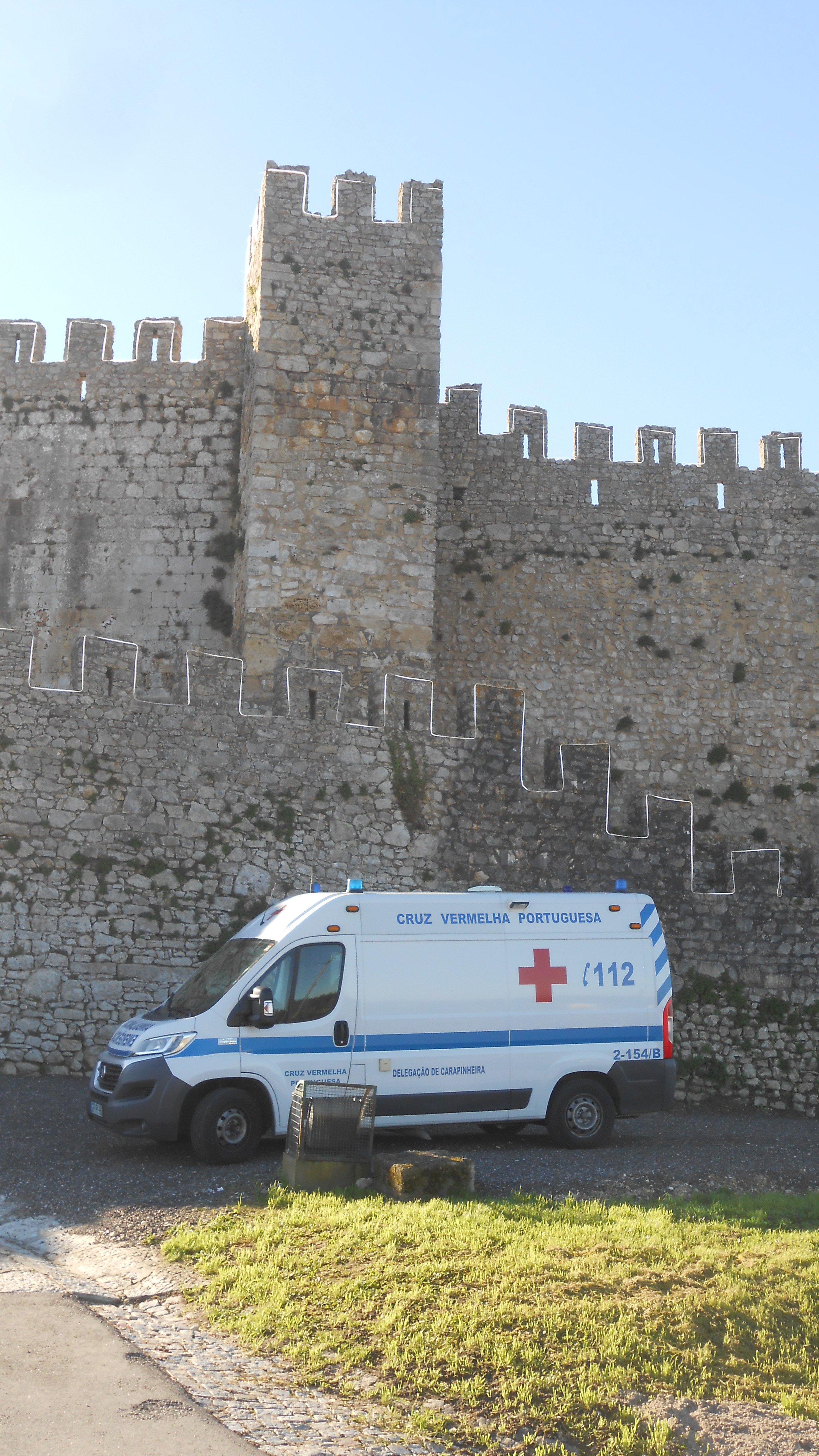
Ambulância da Delegação de Carapinheira, junto ao castelo de Montemor-o-Velho

O órgão executivo máximo da CVP é a Direção Nacional, dirigida pelo presidente nacional, António Saraiva (nomeado em maio de 2023)
Subordinados à Direção Nacional estão: 
- Serviços Centrais[4], incluindo:

a) Área Financeira
b) Área Internacional
c) Área da Juventude
d) Área do Marketing e Angariação de Fundos
e) Área de Comunicação e Imagem
d) Área de Apoio às estruturas locais
e) outros
- Serviços Autonómos, incluindo:

a) Escola Profissional da Cruz Vermelha Portuguesa 
b) Escola Superior de Enfermagem do Alto Tâmega da CVP
d) Escola Superior de Saúde da CVP
e) Lar Militar da CVP
f) Escola de Socorrismo da CVP
g) Escola Superior de Saúde Norte
- Corpos de Voluntariado, incluindo:

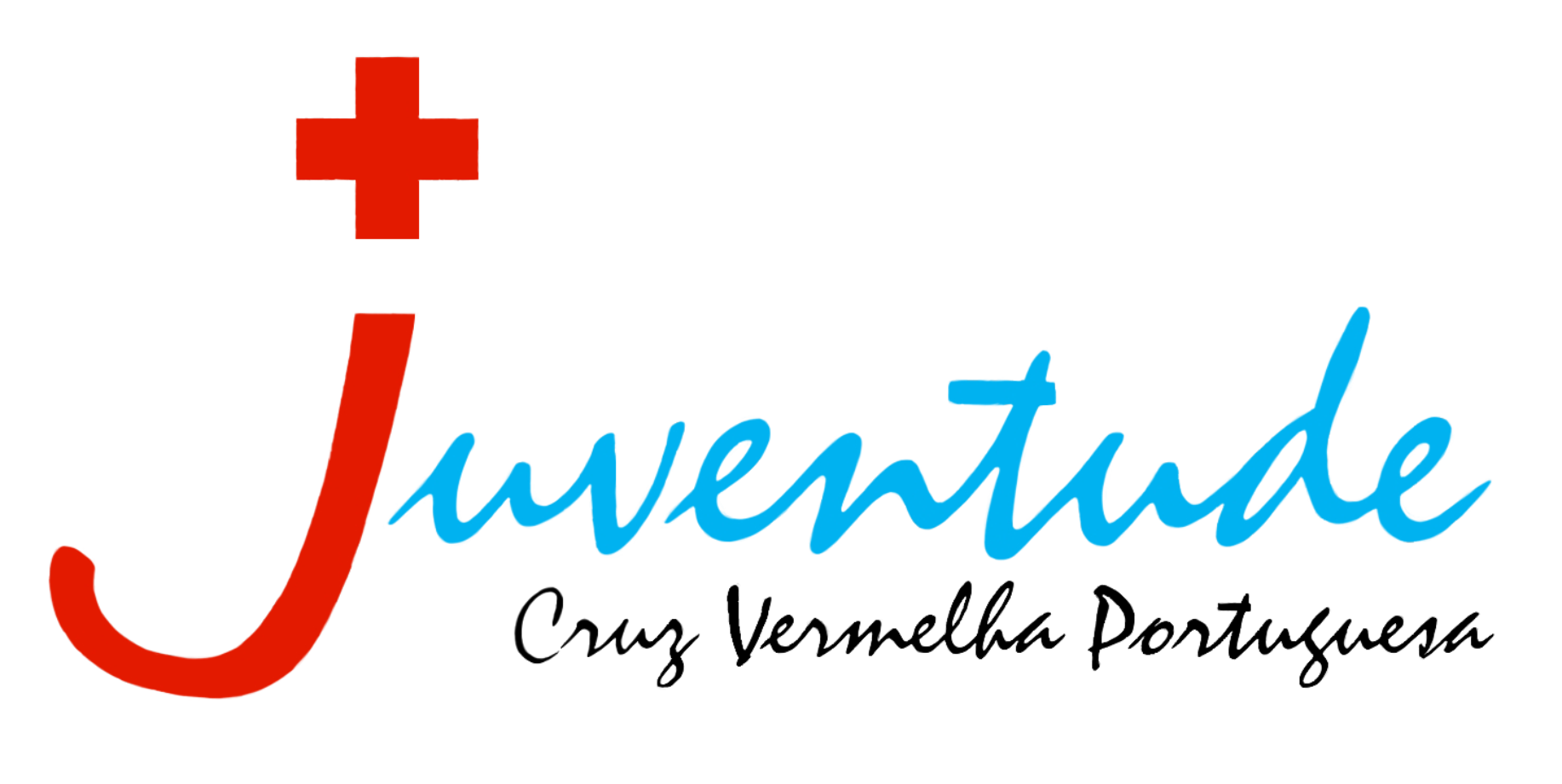
Logo Juventude Cruz Vermelha

a) Juventude Cruz Vermelha
b) Voluntariado de Apoio Geral
c) Equipas de Emergência

### Estruturas locais
Como estruturas descentralizadas por todo o território nacional, a CVP possui 170 delegações ou centros humanitários. Estas estruturas locais têm a sua própria direção, a quem compete a gestão da atividade da instituição a nível local.

Para obter informação sobre localização das Estruturas Locais clique aqui.